# Circuitul masculin ITF
Circuitul masculin ITF  este un circuit mondial de turnee profesioniste de tenis masculin organizat de Federația Internațională de Tenis (ITF). Reprezintă al treilea și cel mai jos nivel al tenisului profesionist masculin. Turneele ITF sunt încorporate în Clasamentul ATP, permițând tinerilor profesioniști să progreseze la ATP Challenger Tour și în cele din urmă la ATP Tour. Aproape fiecare jucător profesionist a jucat o perioadă în Turneul Mondial de Tenis Masculin ITF.

## Clasamentele ITF și ATP în sezonul 2021
| Circuitul masculin ITF 2021                                                                                          | Circuitul masculin ITF 2021 | Circuitul masculin ITF 2021 | Circuitul masculin ITF 2021 | Circuitul masculin ITF 2021 | Circuitul masculin ITF 2021 | Circuitul masculin ITF 2021 | Circuitul masculin ITF 2021 | Circuitul masculin ITF 2021 | Circuitul masculin ITF 2021 |
| Clasamentul ATP | Clasamentul ATP             | Clasamentul ATP             | Clasamentul ATP             | Clasamentul ATP             | Clasamentul ATP             | Clasamentul ATP             | Clasamentul ATP             | Clasamentul ATP             | Clasamentul ATP             |
| ↓categorie / fază→                                                                                                   | C                           | F                           | SF                          | QF                          | Rundă 16 echipe             | Rundă 32 echipe             | Q                           | Q2                          | Q1                          |
| --- | --------------------------- | --------------------------- | --------------------------- | --------------------------- | --------------------------- | --------------------------- | --------------------------- | --------------------------- | --------------------------- |
| ITF 25 000 $+H (S) / ITF 25 000 (S)                                                                                  | 20                          | 12                          | 6                           | 3                           | 1                           | N/A                         | N/A                         | N/A                         | N/A                         |
| ITF 25 000 $+H (D) / ITF 25 000 (D)                                                                                  | 20                          | 12                          | 6                           | 3                           | N/A                         | N/A                         | N/A                         | N/A                         | N/A                         |
| ITF 15 000 $+H (S) / ITF 15 000 (S)                                                                                  | 10                          | 6                           | 4                           | 2                           | 1                           | N/A                         | N/A                         | N/A                         | N/A                         |
| ITF 15 000 $+H (D) / ITF 15 000 (D)                                                                                  | 10                          | 6                           | 4                           | 2                           | N/A                         | N/A                         | N/A                         | N/A                         | N/A                         |
| Clasamentul ITF |                             |                             |                             |                             |                             |                             |                             |                             |                             |
| ITF 25 000 $+H (S) / ITF 25 000 (S)                                                                                  | N/A                         | N/A                         | N/A                         | N/A                         | N/A                         | N/A                         | 4                           | 1                           | N/A                         |
| ITF 25 000 $+H (D) / ITF 25 000 (D)                                                                                  | N/A                         | N/A                         | N/A                         | N/A                         | N/A                         | N/A                         | 3                           | 1                           | N/A                         |
| ITF 15 000 $+H (S) / ITF 15 000 (S)                                                                                  | N/A                         | N/A                         | N/A                         | N/A                         | N/A                         | N/A                         | 3                           | 1                           | N/A                         |
| ITF 15 000 $+H (D) / ITF 15 000 (D)                                                                                  | N/A                         | N/A                         | N/A                         | N/A                         | N/A                         | N/A                         | 2                           | 1                           | N/A                         |
| S – simplu, D – dublu; Q – calificat, Q1/2 – turul 1 și 2 al calificării, H – turneul oferă jucătorilor ospitalitate |                             |                             |                             |                             |                             |                             |                             |                             |                             |

## Ospitalitate
Turneul notat cu H (hospitality) trebuie să îndeplinească cerințe minime specifice, bazate pe cerințele Federației Internaționale de Tenis. Fiecare jucător din competiția principală de simplu sau dublu trebuie să aibă cazare și mic dejun cu două zile înainte de începerea competiției până în ziua următoare eliminării sale (așa cum prevede ITF 2013).